# Анна Мария Гонзага
Анна Мария Гонзага (фр. Anne Marie de Gonzague; 1616[…], Париж — 6 июля 1684, Париж) — итало-французская принцесса из дома Гонзага, урождённая принцесса Неверская; в замужестве — пфальцграфиня Зиммернская.
Она была младшей дочерью герцога мантуанского и монферратского Шарля Гонзага и принцессы Екатерины де Гиз, дочери Шарля Лотарингского, герцога Майенского. После замужества была известна при французском дворе как «принцесса Пфальцская». Супруг, Эдвард, пфальцграф Зиммернский, был внуком английского и шотландского короля Иакова I (VII) и дядей британского короля Георга I. Принцесса Анна Мария была матерью трёх дочерей и сына, который умер вскоре после рождения. Если бы она не обратила супруга из протестантизма в католицизм, то на британский трон взошли бы их потомки.

## Биография

### Происхождение и ранние годы
Принцесса Анна Мария родилась в Париже в 1616 году. День и месяц рождения неизвестны. Она происходила из младшей французской ветви главной линии дома Гонзага, правившего герцогствами Мантуи и Монферрато на севере Италии. Титулы герцогов Невера и Ретеля во Франции были приобретены ими, когда в 1566 году дед по отцовской линии принцессы Анны Марии, принц Лудовико Гонзага, один из младших сыновей герцога Федерико II и Маргариты Палеолог, женился на наследнице герцогств Невера и Ретеля. После пресечения главной линии герцогов мантуанских и монферратских и по итогам войны за Мантуанское наследство, новым герцогом стал отец принцессы под именем Карло I. Он принял правление в январе 1628 года.
Несмотря на итальянское происхождение, принцесса Анна Мария считала себя французской принцессой. Она осталась во Франции и после того, как её отец стал герцогом Мантуи.
Мать принцессы, Екатерина Майенская, принадлежала к дому Гизов, младшей ветви королевского Лотарингского дома. К Анне Марии обращались, как к «Анне Гонзага де Невер» или «Гонзага де Клеве», так, как она была внучкой принцессы Генриетты де Клеве, герцогиня Невера. Она была младшей из шести детей герцогской четы. У неё было три брата, среди них Шарль Гонзага, будущий мантуанский и монферратский герцог под именем Карло II, и две сестры, в том числе Мария Луиза, будущая королева Польши. Мать принцессы умерла в 1618 году, когда ей было всего два года. Вначале семья хотела постричь её в монахини, но после смерти отца в 1637 году, она могла свободно выбирать, удалиться в монастырь или вести светский образ жизни.

### Личная жизнь
Принцесса влюбилась в троюродного брата, герцога Генриха II де Гиза. По её утверждениям в 1639 году они тайно поженились, но герцог отрицал этот факт. В 1640 году, переодевшись мужчиной, она поселилась с ним в Седане, но уже в следующем году влюблённые расстались из-за отказа герцога де-юре признать принцессу своей супругой.
В Париже 24 апреля 1645 года принцесса Анна Мария сочеталась браком с Эдуардом, пфальцграфом Зиммернским. Она не испытывала чувств к супругу, который был на десять лет моложе её, не имел ни земель, ни состояния. После замужества к ней стали обращаться, как к «пфальцграфине Анне», «Анне, принцессе Пфальцской» или просто «принцессе Пфальцской». В семье пфальцнрафа и пфальграфини родились сын и три дочери:
- принцесса Луиза Мария Пфальц-Зиммернская (23 июля 1647 — 11 марта 1679), сочеталась браком с князем Карлом Теодором фон Зальмом;
- принцесса Анна Генриетта Юлия Пфальц-Зиммернская (23 июля 1648 — 23 февраля 1723), титулярная королева Польши, сочеталась браком с принцем Генрихом II Юлием де Бурбоном, принцем Конде;
- принц Пфальцский (27 декабря 1650 — 1651), умер в младенческом возрасте;
- принцесса Бенедикта Генриетта Филиппина Пфальц-Зиммернская (14 марта 1652 — 12 августа 1730), сочеталась браком с герцогом Иоганном Фридрихом Брауншвейг-Люнебургским[4].

По словам итальянского историка Джованни Баттисты Интры, Анна Мария «содержала один из самых блистательных литературных салонов в первые годы царствования Людовика XIV». Принцесса Пфальцская была доверенным лицом герцога Филиппа I Орлеанского. Она организовала его второй брак с девятнадцатилетней племянницей мужа, принцессой Елизаветой Шарлоттой, дочерью Карла Людвига, курфюрста Пфальцского.

### Поздние годы
В последние годы жизни пфальцграфиня стала уделять больше внимания религии. Она смогла убедить своего мужа перейти из кальвинизма в католичество, несмотря на угрозы со стороны свекрови, принцессы Елизаветы Стюарт отречься от всякого из своих сыновей, кто станет католиком.
В 1663 году пфальцграф Зиммернский умер в Париже в возрасте тридцати семи лет. Спустя сорок лет после его смерти, младшая сестра пфальграфа, принцесса София Пфальцская, которую после брака с герцогом Эрнстом Ганноверским стали называть Софией Ганноверской, была объявлена наследницей Анны, королевы Великобритании и Ирландии. София была объявлена наследницей Англии и Ирландии, но не Шотландии. Она умерла за несколько дней до королевы. Её сын Георг Людвиг, курфюрст Ганновера и герцог Брауншвейг-Люнебурга стал первым британским королём из Ганноверского дома под именем Георга I. По словам историка Джорджа Льюиса Уильямса: «Если бы брат Софии, Эдвард, не перешел в католичество, вполне возможно, что английский трон был бы занят его потомками».
В 1671 году Анна Мария повторно перешла в католичество и полностью изменила свой образ жизни. Она умерла в Париже 6 июля 1684 году. На её похоронах Жак Бенинь Боссюэ произнес свою знаменитую надгробную речь.